# Stoned (film)
Stoned, anche conosciuto come The Wild and Wicked World of Brian Jones, è un film del 2005 diretto da Stephen Woolley.
La pellicola è incentrata sulla vita dell'ex chitarrista dei Rolling Stones, Brian Jones.

## Trama
La trama del film si basa sulla storia che Jones sia stato assassinato da Frank Thorogood, un costruttore che Jones avrebbe assunto per rinnovare la propria casa, Cotchford Farm, nell'East Sussex. Il film rappresenta l'uso di alcool e droghe da parte di Jones e le sue relazioni con Anita Pallenberg e Anna Wohlin.

## Produzione
Il film è diretto da Stephen Woolley e scritto da Neal Purvis e Robert Wade. Leo Gregory recita la parte di Brian Jones e Paddy Considine quella di Frank Thorogood.

## Distribuzione
Il film ha incassato 38.922 dollari durante la sua uscita, limitata nel tempo, nelle sale degli Stati Uniti ma ha avuto buoni risultati nel mercato home video, sempre negli Stati Uniti.